# Sinagoga de la Comunidad Israelita de Barcelona
La Sinagoga de la Comunidad Israelita de Barcelona (CIB), es un centro religioso y cultural de la Comunidad Israelita de Barcelona (la comunidad judía de la ciudad de rito ortodoxo). Fue construido en 1954 para servir a la comunidad judía que residía entonces en Barcelona. El edificio de tres plantas situado en la calle Avenir proporciona servicios a los miembros de la comunidad judía y otros visitantes. El centro cuenta con dos sinagogas, una sefardí y otra asquenazí. El edificio también dispone de una biblioteca y una sala de conferencias.
El 18 de enero de 2015 tuvo lugar en este templo un acto de homenaje a las víctimas del Atentado contra Charlie Hebdo, en este acto multiconfesional participaron representantes de diversas religiones, también cabe destacar la presencia de la consellera Joana Ortega y de la periodista Pilar Rahola.